# 팔봉동
팔봉동(八峯洞)은 대한민국의 전북특별자치도 익산시 동부에 설치된 동이다.

## 개요
팔봉동은 1914년 행정구역 폐합에 따라 지석면과 두촌면의 일부와 군내면의 일부, 춘포면의 삼포리 일부와 사제면의 궁교리 일부, 그리고 율촌면의 내화리와 외화리를 병합하여 팔봉산의 이름을 따서 팔봉면이라 하였다.
1983년에 이리시로 편입되면서 팔봉동이 되었고, 1995년 통합 익산시가 출범하여 현재에 이르고 있다. 전형적인 농촌동으로 논농사, 과수, 시설원예가 발달해 있으면서, 익산시 산업 및 체육시설 중심지이기도 하다. 제 1,2 공단, 공설운동장, 실내체육관, 골프장이 있다.

## 역사
- 1914년 4월 1일 : 익산군 지석면(支石面)과 두천면(豆川面)을 팔봉면으로 합면

| 조선총독부령 제111호                                                                                  |               |
| 구 행정구역                                                                                           | 신 행정구역   |
| 지석면 진자리(榛子里), 반월리(半月里), 신성리(新成里)                                                 | 팔봉면 월성리 |
| 율촌면 내화리(內化里), 외화리(外化里)                                                                 | 팔봉면 월성리 |
| 지석면 임내리(林內里), 오상리(五相里), 신림리(新林里), 몽함리(夢串里)                                 | 팔봉면 임상리 |
| 지석면 원봉리(元峰里), 산정리(山亭里), 상정리(上鼎里), 하정리(下鼎里)                                 | 팔봉면 정족리 |
| 지석면 석교리(石橋里), 은원리(隱院里), 상두리(上豆里), 신기(新基), 내두리(內豆里)                     | 팔봉면 은기리 |
| 두천면 하남리(下南里), 서성리(西城里), 수랑동(水浪洞), 구기리(舊基里), 신남리(新南里), 덕천리(德川里) | 팔봉면 덕기리 |
| 두천면 장목리(長木里), 당산리(唐山里), 점촌(店村), 어초동(魚章洞), 소랑동(照浪洞)                     | 팔봉면 팔봉리 |
| 두천면 추산리(推山里), 석암리(石巖里), 광동(冠洞)                                                     | 팔봉면 석암리 |
| 두천면 신왕리(新旺里), 상왕리(上旺里), 하왕리(下旺里), 석치리(石峙里)                                 | 팔봉면 석왕리 |
| 두천면 신촌(新村), 조산리(造山里), 용연리(龍淵里), 용지리(龍池里), 이제리(梨堤里)                     | 팔봉면 용제리 |
| 두천면 부평리(富坪里), 송정리(松亭里), 작천리(鵲川里), 망산리(望山里)                                 | 팔봉면 부송리 |
- 1983년 2월 15일 : 익산군 팔봉면 일원과 춘포면 석탄리가 이리시에 편입되어, 이리시 팔봉동(법정동 : 팔봉동, 덕기동, 은기동, 석왕동, 용제동, 석암동)이 됨.[3]
- 1995년 5월 10일 : 이리시와 익산군이 통합하여 익산시 팔봉동이 됨.
- 1998년 10월 9일 : 법정동인 신흥동이 팔봉동에 편입됨.

## 법정동
- 팔봉동
- 덕기동
- 은기동
- 석왕동
- 용제동
- 석암동
- 신흥동

## 교육
- 이리팔봉초등학교